# Jacky Ickx
Jacques Bernard "Jacky" Ickx (Bruxelas, 1 de Janeiro de 1945) é um ex-automobilista belga que competiu na Fórmula 1 e venceu o evento altamente prestigiado das 24 Horas de Le Mans, onde venceu seis vezes, três delas consecutivamente. Seus registros em Le Mans perduraram até ser quebrados por Tom Kristensen. Foi coroado campeão da Can-Am em 1979 e já foi campeão do Rali Dakar.

## Carreira

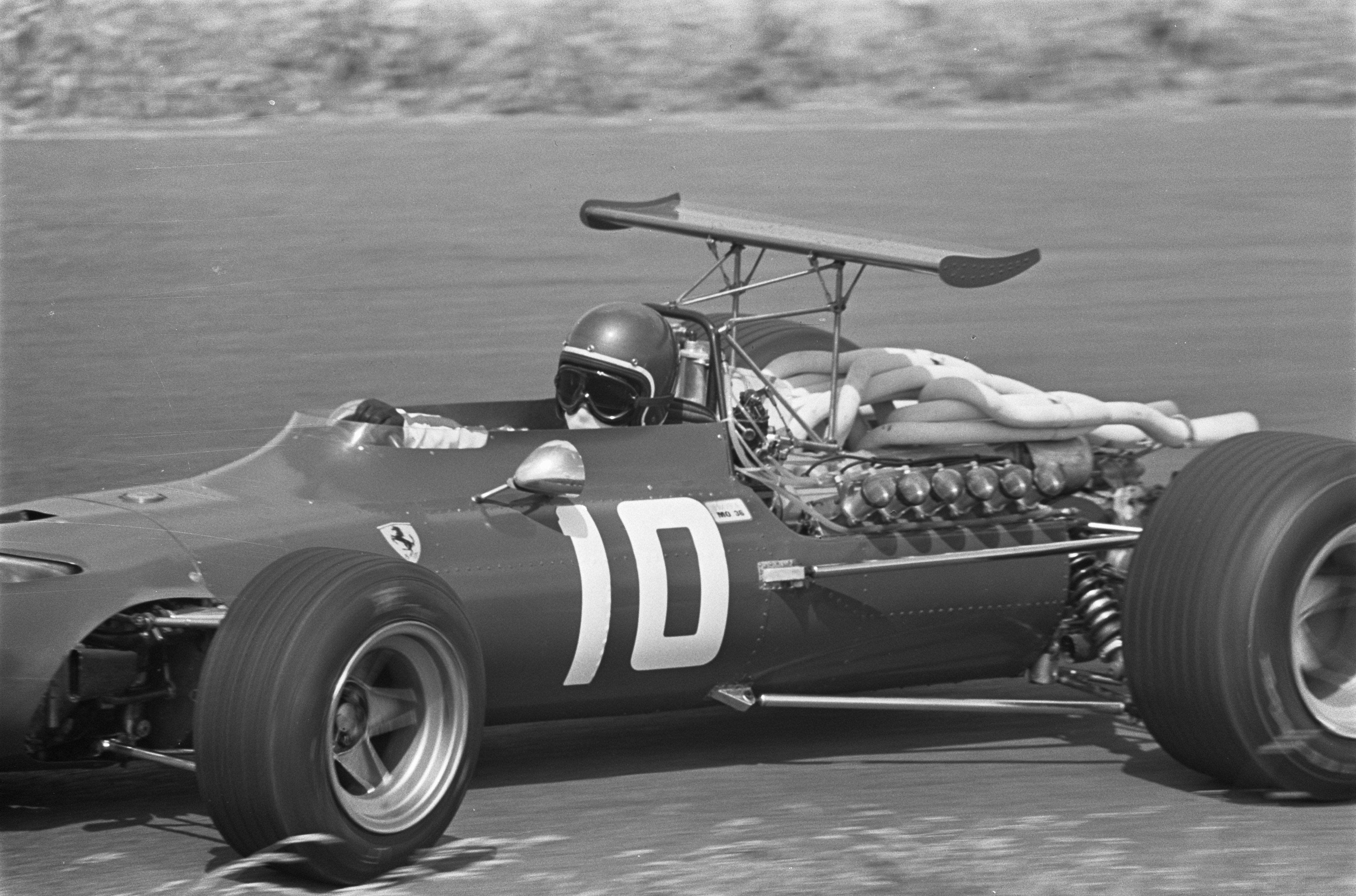
Ickx no Grande Prêmio da Holanda de 1968.

É considerado um dos pilotos mais abrangentes do mundo, como ele tem se destacado em diversas formas de esporte a motor como monopostos, protótipos e rali. Seu pai, Jacques Ickx, foi um jornalista e escritor dedicado ao mundo do automobilismo.
Ickx competiu 14 anos na Fórmula 1 por nove equipes diferentes, acumulando um total de oito vitórias, 25 pódios e 13 pole positions. Ele foi vice-campeão no 1969 para Brabham e 1970 para Scuderia Ferrari, também terminando em quarto lugar em 1968, 1971 e 1972 para a Scuderia Ferrari. Além de suas atividades na Fórmula 1, suas realizações incluem seu título na Fórmula 2 Europeia de 1967, o campeonato da Can-Am (1979), dois títulos no Campeonato Mundial de Resistência em 1982 e 1983, a vitória na Rally Dakar em 1983, e seu recorde de seis vitórias na 24 Horas de Le Mans em 1969, 1975, 1976, 1977, 1981 e 1982, que eles deram o apelido de "Monsieur Le Mans".
Ele também era conhecido como "L'enfant terrible", especialmente quando com 22 anos no Grande Prêmio da Alemanha, ele colocou a Matra F2 na primeira fila atrás apenas Clark e Hulme e à frente de todos os outros Fórmula 1. Sua condução em corridas chuvosas também lhe deu o título de "Rainmaster", um dos melhores pilotos do molhado de todos os tempos juntamente com Ayrton Senna
Jacky Ickx tem uma filha chamada Vanina Ickx que está seguindo os passos do pai.

## Resultados

### Fórmula 1
(Corridas em negrito indica pole position; resultados em itálico indica volta mais rápida)
| Ano  | Equipe                        | Chassi             | Motor                | 1       | 2       | 3       | 4       | 5       | 6       | 7       | 8       | 9       | 10      | 11      | 12      | 13      | 14      | 15      | 16  | 17  | Pontos | Posição  |
| ---- | ----------------------------- | ------------------ | -------------------- | ------- | ------- | ------- | ------- | ------- | ------- | ------- | ------- | ------- | ------- | ------- | ------- | ------- | ------- | ------- | --- | --- | ------ | -------- |
| 1966 | Ken Tyrrell Racing            | Matra MS5 F2       | Ford Cosworth SCA L4 | MON     | BEL     | FRA     | GBR     | NED     | GER Ret | ITA     | USA     | MEX     |         |         |         |         |         |         |     |     | 0      | NC       |
| 1967 | Ken Tyrrell Racing            | Matra MS7 F2       | Cosworth Str-4       | RSA     | MON     | NED     | BEL     | FRA     | GBR     | GER Ret | CAN     |         |         |         |         |         |         |         |     |     | 1      | 20º      |
| 1967 | Cooper Car Company            | Cooper T81B        | Maserati V12         |         |         |         |         |         |         |         |         | ITA 6   | USA Ret | MEX     |         |         |         |         |     |     | 1      | 20º      |
| 1968 | Scuderia Ferrari              | Ferrari 312        | Ferrari V12          | RSA Ret | ESP Ret | MON     | BEL 3   | NED 4   | FRA 1   | GBR 3   | GER 4   | ITA 3   | CAN DNS | USA     | MEX Ret |         |         |         |     |     | 27     | 4º       |
| 1969 | Motor Racing Developments     | Brabham BT26A      | Ford Cosworth DFV V8 | RSA Ret | ESP 6   | MON Ret | NED 5   | FRA 3   | GBR 2   | GER 1   | ITA 10  | CAN 1   | USA Ret | MEX 2   |         |         |         |         |     |     | 37     | 2º       |
| 1970 | Scuderia Ferrari              | Ferrari 312B       | Ferrari F12          | RSA Ret | ESP Ret | MON Ret | BEL 8   | NED 3   | FRA Ret | GBR Ret | GER 2   | AUT 1   | ITA Ret | CAN 1   | USA 4   | MEX 1   |         |         |     |     | 40     | 2º       |
| 1971 | Scuderia Ferrari              | Ferrari 312B       | Ferrari F12          | RSA 8   | ESP 2   |         |         |         |         |         |         | ITA Ret |         |         |         |         |         |         |     |     | 19     | 4º       |
| 1971 | Scuderia Ferrari              | Ferrari 312B2      | Ferrari F12          |         |         | MON 3   | NED 1   | FRA Ret | GBR Ret | GER Ret | AUT Ret |         | CAN 8   | USA NC  |         |         |         |         |     |     | 19     | 4º       |
| 1972 | Scuderia Ferrari              | Ferrari 312B2      | Ferrari F12          | ARG 3   | RSA 8   | ESP 2   | MON 2   | BEL Ret | FRA 11  | GBR Ret | GER 1   | AUT Ret | ITA Ret | CAN 12  | USA 5   |         |         |         |     |     | 27     | 4º       |
| 1973 | Scuderia Ferrari              | Ferrari 312B2      | Ferrari F12          | ARG 4   | BRA 5   | RSA Ret |         |         |         |         |         |         |         |         |         |         |         |         |     |     | 12     | 9º       |
| 1973 | Scuderia Ferrari              | Ferrari 312B3      | Ferrari F12          |         |         |         | ESP 12  | BEL Ret | MON Ret | SWE 6   | FRA 5   | GBR 8   | NED     |         |         | ITA 8   | CAN     |         |     |     | 12     | 9º       |
| 1973 | Yardley Team McLaren          | McLaren M23        | Ford Cosworth DFV V8 |         |         |         |         |         |         |         |         |         |         | GER 3   | AUT     |         |         |         |     |     | 12     | 9º       |
| 1973 | Frank Williams Racing Cars    | Iso-Marlboro IR    | Ford Cosworth DFV V8 |         |         |         |         |         |         |         |         |         |         |         |         |         |         | USA 7   |     |     | 12     | 9º       |
| 1974 | John Player Team Lotus        | Lotus 72E          | Ford Cosworth DFV V8 | ARG Ret | BRA 3   |         |         |         | MON Ret | SWE Ret | NED 11  | FRA 5   | GBR 3   | GER 5   |         |         | CAN 13  | USA Ret |     |     | 12     | 10º      |
| 1974 | John Player Team Lotus        | Lotus 76           | Ford Cosworth DFV V8 |         |         | RSA Ret | ESP Ret | BEL Ret |         |         |         |         |         |         | AUT Ret | ITA Ret |         |         |     |     | 12     | 10º      |
| 1975 | John Player Team Lotus        | Lotus 72E          | Ford Cosworth DFV V8 | ARG 8   | BRA 9   | RSA 12  | ESP 2   | MON 8   | BEL Ret | SWE 15  | NED Ret | FRA Ret | GBR     | GER     | AUT     | ITA     | USA     |         |     |     | 3      | 16º      |
| 1976 | Wolf-Williams Racing          | Wolf-Williams FW05 | Ford Cosworth DFV V8 | BRA 8   | RSA 16  | USW DNQ | ESP 7   | BEL DNQ | MON DNQ | SWE     | FRA 10  | GBR DNQ | GER     | AUT     |         |         |         |         |     |     | 0      | NC (23º) |
| 1976 | Team Ensign                   | Ensign N176        | Ford Cosworth DFV V8 |         |         |         |         |         |         |         |         |         |         |         | NED Ret | ITA 10  | CAN 13  | USA Ret | JPN |     | 0      | NC (23º) |
| 1977 | Team Tissot Ensign c/ Castrol | Ensign N177        | Ford Cosworth DFV V8 | ARG     | BRA     | RSA     | USW     | ESP     | MON 10  | BEL     | SWE     | FRA     | GBR     | GER     | AUT     | NED     | ITA     | USA     | CAN | JPN | 0      | NC (35º) |
| 1978 | Team Tissot Ensign            | Ensign N177        | Ford Cosworth DFV V8 | ARG     | BRA     | RSA     | USW     | MON Ret | BEL 12  | ESP Ret | SWE DNQ | FRA     | GBR     | GER     | AUT     | NED     | ITA     | USA     | CAN |     | 0      | NC (32º) |
| 1979 | Ligier Gitanes                | Ligier JS11        | Ford Cosworth DFV V8 | ARG     | BRA     | RSA     | USW     | ESP     | BEL     | MON     | FRA Ret | GBR 6   | GER Ret | AUT Ret | NED 5   | ITA Ret | CAN Ret | USA Ret |     |     | 3      | 16º      |

#### Vitórias na Fórmula 1
- GP da França de 1968 (Rouen-Les-Essarts, Rouen)
- GP da Alemanha de 1969 (Nürburgring, Nürburg)
- GP do Canadá de 1969 (Mosport International Raceway, Bowmanville)
- GP da Áustria de 1970 (Spielberg)
- GP do Canadá de 1970 (Circuit Mont-Tremblant)
- GP do México de 1970 (Autódromo Hermanos Rodríguez, Cidade do México)
- GP dos Países Baixos de 1971 (Circuito de Park Zandvoort, Zandvoort)
- GP da Alemanha de 1972 (Nürburgring)

### 24 Horas de Le Mans
| Ano  | Equipe                             | Co-pilotos                  | Carro          | Classe | Voltas | Pos. | Class Pos. |
| ---- | ---------------------------------- | --------------------------- | -------------- | ------ | ------ | ---- | ---------- |
| 1966 | Essex Wire Corporation             | Jochen Neerpasch            | Ford GT40 Mk.I | S 5.0  | 154    | DNF  | DNF        |
| 1967 | John Wyer Automotive Engineering   | Brian Muir                  | Mirage M1      | P +5.0 | 29     | DNF  | DNF        |
| 1969 | John Wyer Automotive Engineering   | Jackie Oliver               | Ford GT40 Mk.I | S 5.0  | 372    | 1º   | 1º         |
| 1970 | SpA Ferrari SEFAC                  | Peter Schetty               | Ferrari 512S   | S 5.0  | 142    | DNF  | DNF        |
| 1973 | SpA Ferrari SEFAC                  | Brian Redman                | Ferrari 312PB  | S 3.0  | 332    | DNF  | DNF        |
| 1975 | Gulf Research Racing Co.           | Derek Bell                  | Mirage GR8     | S 3.0  | 336    | 1º   | 1º         |
| 1976 | Martini Racing Porsche System      | Gijs van Lennep             | Porsche 936    | S 3.0  | 349    | 1º   | 1º         |
| 1977 | Martini Racing Porsche System      | Jürgen Barth Hurley Haywood | Porsche 936/77 | S +2.0 | 342    | 1º   | 1º         |
| 1978 | Martini Racing Porsche System      | Bob Wollek Jürgen Barth     | Porsche 936/78 | S +2.0 | 364    | 2º   | 2º         |
| 1979 | Essex Motorsport Porsche           | Brian Redman Jürgen Barth   | Porsche 936    | S +2.0 | 200    | DNF  | DNF        |
| 1980 | Equipe Liqui Moly – Martini Racing | Reinhold Joest              | Porsche 908/80 | S +2.0 | 336    | 2º   | 2º         |
| 1981 | Porsche System                     | Derek Bell                  | Porsche 936    | S +2.0 | 354    | 1º   | 1º         |
| 1982 | Rothmans Porsche System            | Derek Bell                  | Porsche 956    | C      | 359    | 1º   | 1º         |
| 1983 | Rothmans Porsche                   | Derek Bell                  | Porsche 956    | C      | 370    | 2º   | 2º         |
| 1985 | Rothmans Porsche                   | Jochen Mass                 | Porsche 962C   | C1     | 348    | 10º  | 10º        |

### 24 Horas de Daytona1
| Ano  | Equipe                                | Nº | Co-Pilotos                     | Chassi          | Classe | Voltas | Posição Final | Posição Na Classe |
| ---- | ------------------------------------- | -- | ------------------------------ | --------------- | ------ | ------ | ------------- | ----------------- |
| 1966 | Ecurie Francorchamps                  | 26 | Leon Dernier                   | Ferrari 250 LM  | P+2.0  | 80     | DNF           | DNF               |
| 1967 | John Wyer Automotive                  | 11 | Dick Thompson                  | Ford GT40       | S+2.0  | 601    | 6º            | 1º                |
| 1968 | John Wyer Automotive                  | 8  | Brian Redman                   | Ford GT40       | S      | 58     | DNF           | DNF               |
| 1969 | John Wyer Automotive Engineering Ltd. | 1  | Jackie Oliver                  | Ford GT40       | S 5.0  | 470    | 26º           | 4º                |
| 1970 | Spa Ferrari SEFAC                     | 28 | Mario Andretti Arturo Merzario | Ferrari 512S    | S      | 724    | 3º            | 3º                |
| 1972 | Spa Ferrari SEFAC                     | 2  | Mario Andretti                 | Ferrari 312PB   | S 3.0  | 194    | 1º            | 1º                |
| 1977 | Martini Racing Porsche System         | 1  | Jochen Mass                    | Porsche 935     | Gr.5   | 452    | DNF           | DNF               |
| 1979 | Gelo Racing Team                      | 1  | Bob Wollek Peter Gregg         | Porsche 935/77A | GTX    | 342    | DNF           | DNF               |

↑1  Devido a preocupações com a confiabilidade nos motores de 3.0 litros, a FIA determinou a prova de 1972 com duração méxima de 6 Horas.

### 12 Horas de Sebring
| Ano  | Equipe                                  | Nº | Co-Pilotos     | Chassi        | Classe | Voltas | Posição Final | Posição Na Classe |
| ---- | --------------------------------------- | -- | -------------- | ------------- | ------ | ------ | ------------- | ----------------- |
| 1968 | John Wyer Automotive Engineering / Gulf | 28 | Brian Redman   | Ford GT40     | S 5.0  | 36     | DNF           | DNF               |
| 1969 | J. W. Automotive Engineering Ltd.       | 22 | Jackie Oliver  | Ford GT40     | S 5.0  | 239    | 1º            | 1º                |
| 1970 | Spa Ferrari SEFAC                       | 20 | Peter Schetty  | Ferrari 512S  | S 5.0  | 151    | DNF           | DNF               |
| 1971 | Ferrari Automobili                      | 25 | Mario Andretti | Ferrari 312PB | P 3.0  | 117    | DNF           | DNF               |
| 1972 | Scuderia Ferrari                        | 2  | Mario Andretti | Ferrari 312PB | S 3.0  | 259    | 1º            | 1º                |

### Resultados noRali Dakar
| Ano       | Classe     | Veículo       | Resultado  | Estágios   |            |
| --------- | ---------- | ------------- | ---------- | ---------- | ---------- |
| 1981      | Carro      | Citroen       | DNF        | 1          |            |
| 1982      | Carro      | Mercedes-Benz | 5º         | 7          |            |
| 1983      | Carro      | Mercedes-Benz | 1º         | 5          |            |
| 1984      | Carro      | Porsche       | 6º         | 9          |            |
| 1985      | Carro      | Porsche       | DNF        | 1          |            |
| 1986      | Carro      | Porsche       | 2º         | 1          |            |
| 1987      | Carro      | Lada          | DNF        | 0          |            |
| 1988      | Carro      | Lada          | 38º        | 0          |            |
| 1989      | Carro      | Peugeot       | 2º         | 3          |            |
| 1990      | Carro      | Lada          | 7º         | 1          |            |
| 1991      | Carro      | Citroen       | DNF        | 1          |            |
| 1992      | Carro      | Citroen       | 6º         | 0          |            |
| 1993-1994 | Não entrou | Não entrou    | Não entrou | Não entrou | Não entrou |
| 1995      | Carro      | Toyota        | 18º        | 0          |            |
| 1996-1999 | Não entrou | Não entrou    | Não entrou | Não entrou | Não entrou |
| 2000      | Carro      | Mitsubishi    | 18º        | 0          |            |

## Vitórias por equipe
- Ferrari: 6
- Brabham: 2